# Gangs of New York
Gangs of New York is een Amerikaanse misdaadfilm uit 2002 die geregisseerd werd door Martin Scorsese. Het verhaal speelt zich af in het 19e-eeuwse New York. De hoofdrollen worden vertolkt door Leonardo DiCaprio, Daniel Day-Lewis en Cameron Diaz. Het ambitieuze filmproject werd gedurende meer dan dertig jaar ontwikkeld en sleepte onder meer tien Oscarnominaties in de wacht, waarvan er geen enkele verzilverd werd. Day-Lewis won voor zijn vertolking wel een BAFTA Award, terwijl Scorsese en de Ierse band U2 (voor het nummer "The Hands That Built America") beloond werden met een Golden Globe.

## Verhaal
Op 6 februari 1846 vindt er op Paradise Square in de Five Points een territoriale strijd plaats tussen de in de Verenigde Staten geboren Natives, die onder leiding staan van Bill "The Butcher" Cutting, en de Dead Rabbits, een bende bestaande uit Iers-katholieke immigranten onder leiding van Priest Vallon. De jonge Amsterdam Vallon ziet hoe het gevecht eindigt wanneer zijn vader wordt neergestoken door Cutting. Na het gevecht worden de Dead Rabbits door Cutting verboden. Amsterdam grijpt het mes waarmee zijn vader gedood werd en vlucht weg. Hij begraaft het mes samen met een medaille van zijn vader. Nadien belandt hij in het opvoedingsgesticht Hellgate op Blackwell's Island.
Eind 1862 keert de inmiddels volwassen Amsterdam Vallon terug naar de Five Points, waar hij verenigd wordt met zijn jeugdvriend Johnny Sirocco. De twee botsen tijdens hun gesprek op Jenny Everdeane, een succesvolle dievegge en zakkenrolster. Johnny heeft duidelijk gevoelens voor haar. Wat later steelt ze de medaille van Amsterdam, waarna die haar volgt en op heterdaad betrapt. Hij ontwikkelt eveneens gevoelens voor haar, maar ontdekt dan dat ze goed bevriend is met Cutting.
Johnny stelt Amsterdam ook voor aan Cutting zonder zijn familienaam te vermelden. Amsterdam ontdekt dat verscheidene gewezen leden van de Dead Rabbits nu voor Cutting werken. Zowel Jack Mulraney, die nu een corrupte politieagent is, als de racistische McGloin is overgelopen. Amsterdam zelf wordt ook een vertrouweling van Cutting en ontdekt dat de dood van zijn vader jaarlijks gevierd wordt met een ceremonie. Na verloop van tijd raakt Amsterdam ook betrokken bij Tammany Hall en het corrupte politieke rijk van "Boss" Tweed, die gemanipuleerd wordt door Cutting.
Tijdens de theatervoorstelling Uncle Tom's Cabin probeert een man uit het publiek Cutting dood te schieten. Amsterdam waarschuwt Cutting, waardoor die aan de dood ontsnapt. Na het incident trekken ze zich terug in een bordeel, waar Cutting zijn schotwonde laat verzorgen door Jenny. Vervolgens maken Amsterdam en Jenny ruzie, waarna de twee samen de liefde bedrijven. Diezelfde nacht wordt Amsterdam wakker en ontdekt hij dat Cutting, die een Amerikaanse vlag over zijn schouders draagt, naast zijn bed zit. Hij mijmert over hoe Priest Vallon zijn laatste eervolle tegenstander was en dat Vallon hem ooit verslagen had, maar toen besloot om hem niet te doden zodat hij met de schaamte van een nederlaag zou moeten leven. Daarnaast noemt hij Amsterdam de zoon die hij nooit gehad heeft.
Johnny is jaloers op de relatie tussen Amsterdam en Jenny. Daarop besluit hij om Amsterdam te verraden. Hij rent naar Cutting en onthult de ware identiteit van zijn jeugdvriend. Tijdens de jaarlijkse ceremonie om Priest Vallons dood te vieren, kruipt Cutting op het podium en daagt hij Jenny uit om zoals vroeger een act waarin met messen geworpen wordt op te voeren. Tijdens de act verwondt hij Jenny, waardoor hij Amsterdam verleidt tot het plegen van een moordaanslag. Wanneer Amsterdam hem met een mes probeert aan te vallen, grijpt Cutting in en verwondt hij Amsterdam door een mes in zijn buik te werpen. Nadien verbrandt hij het gelaat van Amsterdam, zodat die voortaan als een "freak" door het leven moet.
Jenny en Amsterdam verbergen zich. Terwijl hij herstelt van zijn verwondingen, stelt zij aan hem voor om New York te verlaten voor Californië. Amsterdam krijgt tijdens zijn revalidatie ook bezoek van Walter "Monk" McGinn, een huurling die in het verleden aan de zijde van zijn vader vocht. Monk overtuigt hem om de moed niet op te geven. Na zijn revalidatie plaatst Amsterdam een dood konijn op Paradise Square. Cutting merkt het dreigement op en adviseert Jack Mulraney om Amsterdam op te sporen. Amsterdam overmeestert de corrupte agent, waarna diens lichaam op Paradise Square wordt opgehangen. Als wedervergelding wordt Amsterdams jeugdvriend Johnny op hetzelfde plein opgehangen aan een hek. Amsterdam verlost hem uit zijn lijden en maakt hem af.
"Boss" Tweed is niet tevreden met Cuttings manier van werken en benadert Amsterdam met een plan om samen de macht te grijpen. Amsterdam zorgt ervoor dat de Ierse gemeenschap achter Tweed staat en in ruil wordt "Monk" McGinn verkozen als sheriff. Zowel Amsterdam als Cutting pleegt verkiezingsfraude en gebruikt geweld om de uitslag van de verkiezing te manipuleren. Monk wint de verkiezing overtuigend, waarna hij door Cutting in koelen bloede vermoord wordt. Tijdens Monks uitvaartplechtigheid daagt Amsterdam zijn rivaal Cutting uit voor een traditioneel gevecht. Jenny vreest dat Amsterdam de strijd niet zal overleven en besluit naar Californië te reizen.
Ondertussen breken de dienstplichtrellen in New York uit. Zowel de rijken uit de hogere klasse van de samenleving als Afrikaanse Amerikanen worden door de relschoppers aangevallen. Soldaten die tot de Unie van Noordelijke Staten behoren, worden ingeschakeld om de relschoppers in New York tegen te houden. Tijdens het gevecht tussen de bendes van Cutting en Amsterdam wordt de stad getroffen door kanonskogels van de schepen uit de haven. Heel wat bendeleden komen om het leven en de straten raken gevuld met rook en stof. Wanneer de rook verdwijnt, ontdekt Cutting dat hij geraakt is door een stuk shrapnel en zegt: "Godzijdank, ik sterf als een ware Amerikaan." Vervolgens steekt Amsterdam hem dood en houden de twee elkaars hand vast.
Cutting wordt in Brooklyn begraven naast het graf van Priest Vallon, dat door Amsterdam en Jenny bezocht wordt alvorens ze samen vertrekken. Amsterdam vertelt vervolgens dat New York zal herbouwd worden, maar dat zij niet langer herinnerd zullen worden, alsof ze er nooit waren. Op de achtergrond verandert de skyline van de stad in het moderne New York. De Brooklyn Bridge, de Empire State Building en het World Trade Center verschijnen in beeld, terwijl op de voorgrond de graven van Cutting en Vallon overgroeid worden.

## Rolverdeling
| Acteur                   | Personage                          |
| ------------------------ | ---------------------------------- |
| Leonardo DiCaprio        | Amsterdam Vallon                   |
| Daniel Day-Lewis         | William "Bill The Butcher" Cutting |
| Cameron Diaz             | Jenny Everdeane                    |
| Jim Broadbent            | "Boss" Tweed                       |
| John C. Reilly           | "Happy" Jack Mulraney              |
| Henry Thomas             | Johnny Sirocco                     |
| Liam Neeson              | "Priester" Vallon                  |
| Brendan Gleeson          | Walter "Monk" McGinn               |
| Gary Lewis               | McGloin                            |
| Stephen Graham           | Shang                              |
| Lawrence Gilliard jr.    | Jimmy Spoils                       |
| Eddie Marsan             | Killoran                           |
| Alec McCowen             | Dominee Raleigh                    |
| David Hemmings           | John F. Schermerhorn               |
| Cara Seymour             | Hell-Cat Maggie                    |
| Roger Ashton-Griffiths   | P.T. Barnum                        |
| Barbara Bouchet          | Mrs. Schermerhorn                  |
| Michael Byrne            | Horace Greeley                     |
| John Sessions            | Harry Watkins                      |
| Richard Graham           | Harvey-Card speler                 |
| Giovanni Lombardo Radice | Mr. Legree                         |
| Cian McCormack           | Jonge Amsterdam                    |
| Andrew Gallagher         | Jonge Johnny                       |

## Productie

### Voorgeschiedenis
Regisseur Martin Scorsese groeide in de jaren 1950 op in de buurt Little Italy in Manhattan en merkte in die periode op dat bepaalde delen van de stad – waaronder grafzerken uit de jaren 1810 op het kerkhof van St. Patrick's Old Cathedral, zeer kleine kelderruimtes en straten die nog met kasseien belegd waren – uit de toon vielen omdat ze zo oud waren. Hij vroeg zich af welke mensen de Italo-Amerikanen waren voorafgegaan in Little Italy en ontwikkelde een interesse in de ontstaansgeschiedenis van de stad.
In januari 1970 stootte Scorsese in het huis van een vriend op het boek The Gangs of New York: An Informal History of the Underworld (1927) van journalist en misdaadauteur Herbert Asbury. De regisseur bracht zijn vriend, filmcriticus Jay Cocks, op de hoogte van zijn vondst en kwam te weten dat die hetzelfde boek in zijn bezit had. Scorsese wilde het boek meteen verfilmen en stelde het project aan Cocks voor als een "western in de ruimte". Doordat de feiten die Asbury in zijn boek beschreef zich in het 19e-eeuwse New York afspeelden, beseften de twee dat een verfilming erg moeilijk zou worden. Desondanks vormde Cocks het boek in de jaren 1970 om tot een filmscenario. Een eerste versie, die in 1977 werd afgerond, was sterk beïnvloed door The Wild Bunch (1969) en bevatte verschillende quotes van zanger Bruce Springsteen, maar dan geschreven in de spreektaal van de 19e eeuw. In deze versie hadden Scorsese en Cocks bovendien Malcolm McDowell, die in 1971 was doorgebroken in A Clockwork Orange, voor ogen als hoofdrolspeler. Het project werd in 1977 door de Italiaanse producent Alberto Grimaldi aangekondigd in Variety, maar kwam er uiteindelijk niet.
Toen de 27-jarige Scorsese in 1970 het boek van Asbury ontdekte, was hij nog een onbekende filmmaker. Pas in 1979, na het regisseren van onder meer de succesvolle misdaadfilms Mean Streets (1973) en Taxi Driver (1976), verwierf hij de rechten op Asbury's boek. In diezelfde periode waren er plannen voor een verfilming met acteurs John Belushi en Dan Aykroyd als respectievelijk Bill The Butcher en Amsterdam Vallon. Beide komieken waren in die dagen vooral bekend van hun vele rollen in het sketchprogramma Saturday Night Live. Scorsese richtte zijn aandacht echter eerst op de opnames van Raging Bull (1980). Nadien draaide de ambitieuze western Heaven's Gate (1980) uit op een financiële flop, waardoor geen enkele studio in een grootschalig kostuumdrama als Gangs of New York durfde investeren en het project opnieuw werd uitgesteld.

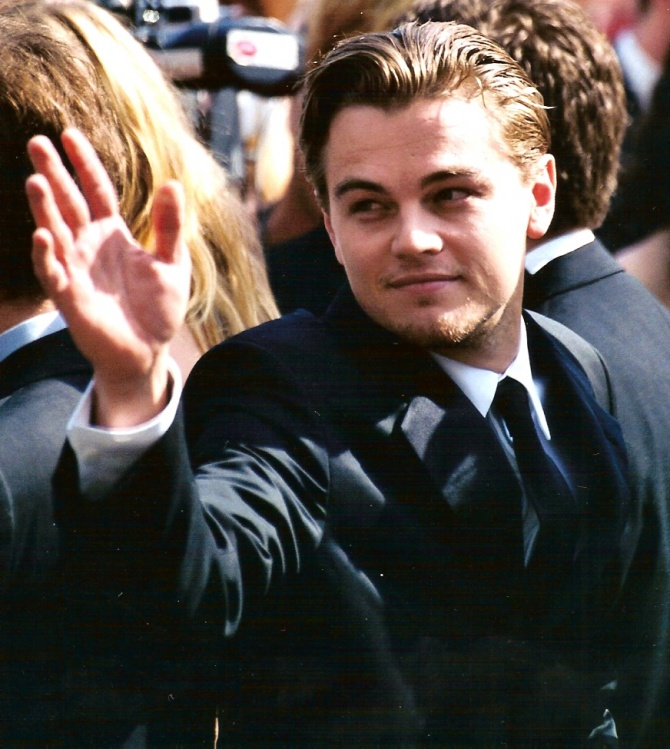
Door de casting van Leonardo DiCaprio kwam de productie op gang.

In de jaren 1980 probeerde Scorsese meermaals om het filmproject opnieuw te lanceren. Omdat de regisseur tijdens de opnames van Raging Bull veelvuldig naar de muziek van The Clash had geluisterd, speelde hij met het idee om de punkband te casten in Gangs of New York. Ook Robert De Niro, Mel Gibson en Willem Dafoe werden overwogen voor een hoofdrol. In 1991 overtuigde producent Grimaldi Universal Studios om 30 miljoen dollar te investeren, maar tot een verfilming kwam het uiteindelijk niet, hoewel Robert De Niro bereid was om het hoofdpersonage Bill The Butcher te vertolken. In 1997 verkocht Universal de rechten op het project door aan Walt Disney Studios.
Pas in 1998 kwam het project van de grond. De toen 23-jarige Leonardo DiCaprio, die net aan de opnames van The Beach begonnen was, had de invloedrijke agent Michael Ovitz op pad gestuurd om hem aan te bevelen bij Scorsese. Dankzij de medewerking van DiCaprio, die net de hoofdrol had vertolkt in de kaskraker Titanic (1997), kreeg de regisseur ditmaal wel een groot budget bij elkaar. Joe Roth, toenmalig voorzitter van Disney, was bereid om meer dan 80 miljoen dollar vrij te maken voor de film. Desondanks doken er nog verschillende problemen op. Zo was Scorsese contractueel verplicht om voor Warner Bros. de film Dino, een biopic over Dean Martin en The Rat Pack, te regisseren. Bovendien wilde Disney-baas Michael Eisner in 1999, na de dodelijke schietpartij in Columbine High School, niet langer investeren in een gewelddadige film waarin de hoofdrol door een jongeman vertolkt wordt. Het project werd vervolgens aangeboden aan MGM, Paramount Pictures, Warner Bros. en 20th Century Fox, maar alle studio's weigerden het aanbod. Uiteindelijk was het Harvey Weinstein, hoofd en oprichter van Disney's dochteronderneming Miramax, die erin slaagde om het filmproject te redden. Met de financiële steun van Weinstein en producent Graham King, die de buitenlandse distributierechten kocht, kon de productie alsnog van start gaan.
Eind 1999 spande Grimaldi een rechtszaak aan tegen onder meer Disney en Universal omdat hij uit het project was gewerkt en zijn filmcredit als producent moest delen met Scorsese. De Italiaan wilde niet dat de film gemaakt werd en eiste een schadevergoeding van tien miljoen dollar. In april 2000 werd de zaak geregeld en kreeg hij een bedrag van meer dan drie miljoen dollar. Grimaldi bleef ook officieel producent van het project en kreeg recht op een deel van de winst die de film zou maken.

### Scenario
Het scenario van Jay Cocks, waarvan de eerste versie al van 1977 dateerde, werd te lang en gewelddadig bevonden door Disney, dat eind jaren 1990 eiste dat er een liefdesverhaal aan werd toegevoegd. Toen Weinstein de productie in handen kreeg, wilde hij andere scenaristen aan het script laten werken, waarop Cocks ontslagen werd. Weinstein riep vervolgens de hulp in van de Iraans-Britse scenarist Hossein Amini, die in het verleden al aan verscheidene producties van Miramax had meegewerkt. Gedurende een jaar werd het script door Scorsese, Weinstein en Amini herschreven. Desondanks kreeg de scenarist later geen officiële vermelding in de filmcredits. In een later stadium werd ook scenarist Steven Zaillian ingehuurd. Hij werkte zes maanden aan het project en was verantwoordelijk voor de structuur van het script. Tot slot werd ook toneelschrijver Kenneth Lonergan ingeschakeld, die de personages verder ontwikkelde en de dialogen verbeterde. Daarnaast kreeg Lonergan van Weinstein ook de opdracht om tien pagina's uit het script te schrappen. Weinstein vergeleek de vele scenaristen die aan het script schreven met de manier van werken ten tijde van het oude studiosysteem in Hollywood.

### Casting
Oorspronkelijk zou Leonardo DiCaprio in de huid kruipen van Amsterdam, terwijl Robert De Niro zijn rivaal Bill The Butcher zou spelen. De Niro haakte echter in november 1999 om persoonlijke redenen af, waarna de rol aan Tom Hanks werd aangeboden. Hanks sloeg het aanbod af omdat het salaris niet hoog genoeg was. Ook Willem Dafoe werd overwogen, maar weigerde de rol van Bill The Butcher. Uiteindelijk werd besloten om Daniel Day-Lewis, met wie Scorsese aan The Age of Innocence (1993) had samengewerkt, te casten. Day-Lewis had echter al sinds 1997 niet meer geacteerd in een film. Om de acteur uit pensioen te halen, werd DiCaprio op pad gestuurd. De twee spraken meermaals af en pas na lang aandringen, aanvaardde Day-Lewis de rol.
Om zich voor te bereiden op zijn rol leerde DiCaprio van de Belgische stuntcoördinator Dominique Vandenberg verscheidene vechtstijlen, waaronder mesvechten. Day-Lewis leerde voor de film een 19e-eeuws accent uit New York door naar opnames te luisteren van poëet Walt Whitman en gedurende acht maanden zowel op als naast de set in dit accent te praten. Hij werkte ook een tijdje in een slagerij ter voorbereiding op zijn rol. Daarnaast leerden enkele circusartiesten hem messenwerpen.
Voor het personage Jenny Everdeane werd "elke belangrijke, jonge actrice" overwogen. Onder meer Anna Friel, Claire Forlani, Heather Graham, Monica Potter en Mena Suvari kwamen in aanmerking voor de rol. Uiteindelijk werd Cameron Diaz in mei 2000 gecast als het personage.

### Setontwerp en mise-en-scène
Voor de opnames werden de Five Points, een beruchte buurt uit het 19e-eeuwse New York, en delen van Lower Broadway, Upper Manhattan en de haven van New York nagebouwd op de terreinen van de Cinecittà Studios in Rome. De Italiaanse production designer Dante Ferretti ontwierp de reusachtige set en baseerde zich daarbij op historische tekeningen, schilderijen en foto's. Voor de Five Points gebruikte hij een gelijknamig schilderij van George Catlin als inspiratiebron. Verder bevatte de set ook de steeg "Bandit's Roost" zoals die te zien is op de gelijknamige foto uit 1888 van fotograaf Jacob Riis. De Duitse director of photography Michael Ballhaus leidde het camerawerk. Om te illustreren hoe de "duistere, warme uitstraling" van de film er moest uitzien, gaf Scorsese een boek met schilderijen van de Nederlandse kunstschilder Rembrandt aan Ballhaus.

### Opnames
De opnames van Gangs of New York gingen op 30 augustus 2000 van start in Rome en eindigden in april 2001. Gedurende de opnames waren er regelmatig conflicten, geldproblemen en technische moeilijkheden. Een scène waarin een olifant in beeld zou lopen, kon niet gefilmd worden omdat het dier niet geleverd werd. Uiteindelijk werd de hulp ingeroepen van George Lucas om de olifant in postproductie digitaal te animeren. Door de vele moeilijkheden en ambitieuze ideeën van Scorsese kostte de productie 25 procent meer dan oorspronkelijk voorzien was en liep het budget op tot 100 miljoen dollar. Tijdens de opnames kwam het dan ook vaak tot een conflict tussen regisseur Scorsese, die zijn persoonlijke en ambitieuze visie op het witte doek wilde zien, en producent Weinstein, die een meer gestroomlijnde en commerciële versie van Gangs of New York voor ogen had. De twee hadden regelmatig hevige discussies over de tijdsduur van zowel de opnames als de film.
Hoewel Cameron Diaz slechts zes weken opnames voor de boeg had, bleef ze uiteindelijk zes maanden op de set van Rome. Haar rol werd nog tijdens de opnames herschreven en uitgebreid. De actrice had volgens Weinstein op de set een goede invloed op de sfeer, die soms grimmig kon worden door "de grote ego's van DiCaprio, Day-Lewis, Scorsese en Weinstein". Toen haar acteeropdracht was afgelopen, wilde Scorsese haar niet laten vertrekken, hoewel ze contractueel verplicht was om aan de opnames van Charlie's Angels: Full Throttle (2003) te beginnen. Op aandringen van Columbia Pictures liet hij de actrice uiteindelijk toch vertrekken.

### Postproductie en release

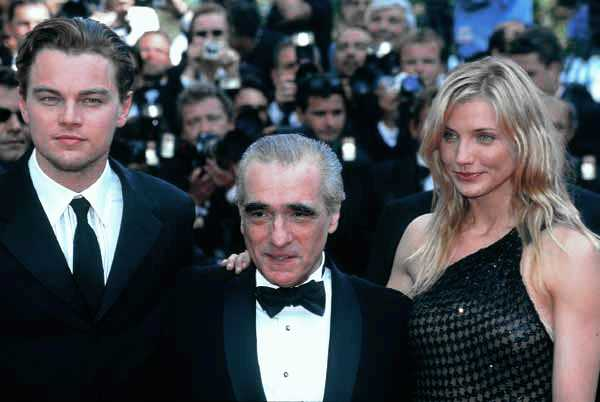
Van links naar rechts: Leonardo DiCaprio, Martin Scorsese en Cameron Diaz op het filmfestival van Cannes in 2002.

In de postproductie bleef Weinstein eisen dat de film ingekort zou worden. De eerste versie van Scorsese duurde zo'n vier uur. De montage werd geleid door Thelma Schoonmaker, die in het verleden al regelmatig had samengewerkt met Scorsese. Uiteindelijk werd de filmduur teruggebracht tot 168 minuten. Daardoor bestaat de opvatting dat de eindversie van de film niet overeenstemt met de versie die Scorsese voor ogen had. De regisseur verklaarde in 2002 in een interview met filmrecensent Roger Ebert dat de versie van 168 minuten de juiste lengte had en daarom beschouwd kon worden als de zijne. Desondanks liet hij aan vrienden en familieleden een onafgewerkte versie zien van meer dan drie uur. Met deze versie zou Scorsese het "gelukkigst" geweest zijn.
De soundtrack van de film zou oorspronkelijk gecomponeerd worden door Elmer Bernstein, met wie Scorsese eerder al had samengewerkt aan Cape Fear (1991), The Age of Innocence (1993) en Bringing Out the Dead (1999). De door Bernstein gecomponeerde muziek werd uiteindelijk geweigerd en vervangen door een soundtrack van Howard Shore en hedendaagse nummers van U2 en Peter Gabriel. De nummers die door Bernstein gecomponeerd werden voor Gangs of New York werden in 2008 samen met de ongebruikte soundtracks van The Journey of Natty Gann (1985) en The Scarlet Letter (1995) uitgebracht op een compilatiealbum.
De premièredatum werd meermaals uitgesteld. De film zou oorspronkelijk in december 2001 in première gaan, maar dat werd uitgesteld vanwege de terroristische aanslagen van 11 september 2001. Omdat het verhaal zich in New York afspeelt, gewelddadig is en onder meer politieagenten aan bod laat komen, werd gevreesd dat de film door het publiek als ongepast zou beschouwd worden. Aan het einde van de film komen de Twin Towers van het World Trade Center, dat vernield werd tijdens de aanslagen, nadrukkelijk in beeld. Deze officiële verklaring wordt echter tegengesproken door berichten waaruit blijkt dat een première in 2001 sowieso niet gehaald kon worden omdat de makers zelfs in 2002 nog volop aan de film aan het sleutelen waren. In mei 2002 werden er zelfs nog enkele kleine filmopnames, zogenoemde pick-ups, georganiseerd om de prent te vervolledigen.
In 2002 bezochten Scorsese, DiCaprio, Diaz en Weinstein het filmfestival van Cannes, waar in het Palais des Festivals et des Congrès een 20 minuten durende preview van de film getoond werd. Vervolgens wilde Weinstein de film op 25 december 2002 uitbrengen, maar omdat er op dat ogenblik met Catch Me If You Can (2002) al een andere film van DiCaprio in de bioscoop te zien zou zijn, werd besloten om de film eerder uit te brengen. Bovendien was het gewelddadige karakter van de film ongeschikt voor een première tijdens Kerstmis. Uiteindelijk ging de film vijf dagen eerder, op 20 december 2002, in première. Sindsdien werd de film ook uitgebracht op dvd en blu-ray.

## Historische accuraatheid
Gangs of New York was gebaseerd op het gelijknamige boek uit 1927 van schrijver Herbert Asbury. Het filmpersonage William "Bill the Butcher" Cutting zou gedeeltelijk geïnspireerd zijn op William Poole. In het boek van Asbury wordt hij omschreven als lid van de Bowery Boys, iemand die bokste met zijn blote vuisten en als de leider van de Native American Party. Bovendien had hij ook een slagerij. In tegenstelling tot Cutting overleed Poole bijna tien jaar voor het uitbreken van de dienstplichtrellen in New York (1863).
Ook de beruchte vechtster Hell-Cat Maggie kwam in het boek van Asbury voor. In de film wordt ze vertolkt door Cara Seymour.
De manier waarop de Five Points in de film worden afgebeeld, kon volgens professor Tyler Anbinder van de George Washington-universiteit, "niet beter gedaan zijn".

## Prijzen en nominaties
Een overzicht van de belangrijkste prijzen en nominaties:
| Jaar | Prijs                            | Categorie                               | Genomineerde(n)                                                  | Uitslag     |
| ---- | -------------------------------- | --------------------------------------- | ---------------------------------------------------------------- | ----------- |
| 2002 | National Board of Review         | Top 10 films van het jaar               | Top 10 films van het jaar                                        | Gewonnen    |
| 2003 | Academy Awards                   | Beste film                              | Alberto Grimaldi, Harvey Weinstein                               | Genomineerd |
| 2003 | Academy Awards                   | Beste regisseur                         | Martin Scorsese                                                  | Genomineerd |
| 2003 | Academy Awards                   | Beste mannelijke hoofdrol               | Daniel Day-Lewis                                                 | Genomineerd |
| 2003 | Academy Awards                   | Beste originele scenario                | Jay Cocks, Steven Zaillian, Kenneth Lonergan                     | Genomineerd |
| 2003 | Academy Awards                   | Beste camerawerk                        | Michael Ballhaus                                                 | Genomineerd |
| 2003 | Academy Awards                   | Beste montage                           | Thelma Schoonmaker                                               | Genomineerd |
| 2003 | Academy Awards                   | Beste art direction / set decoration    | Dante Ferretti, Francesca Lo Schiavo                             | Genomineerd |
| 2003 | Academy Awards                   | Beste kostuumontwerp                    | Sandy Powell                                                     | Genomineerd |
| 2003 | Academy Awards                   | Beste geluid                            | Tom Fleischman, Eugene Gearty, Ivan Sharrock                     | Genomineerd |
| 2003 | Academy Awards                   | Beste originele nummer                  | U2 ("The Hands That Built America")                              | Genomineerd |
| 2003 | Golden Globes                    | Beste film (drama)                      | Beste film (drama)                                               | Genomineerd |
| 2003 | Golden Globes                    | Beste regisseur                         | Martin Scorsese                                                  | Gewonnen    |
| 2003 | Golden Globes                    | Beste acteur in een hoofdrol (drama)    | Daniel Day-Lewis                                                 | Genomineerd |
| 2003 | Golden Globes                    | Beste actrice in een bijrol (drama)     | Cameron Diaz                                                     | Genomineerd |
| 2003 | Golden Globes                    | Beste origineel nummer                  | U2 ("The Hands That Built America")                              | Gewonnen    |
| 2003 | BAFTA Awards                     | Beste film                              | Alberto Grimaldi, Harvey Weinstein                               | Genomineerd |
| 2003 | BAFTA Awards                     | Beste regisseur                         | Martin Scorsese                                                  | Genomineerd |
| 2003 | BAFTA Awards                     | Beste acteur in een hoofdrol            | Daniel Day-Lewis                                                 | Gewonnen    |
| 2003 | BAFTA Awards                     | Beste originele scenario                | Jay Cocks, Steven Zaillian, Kenneth Lonergan                     | Genomineerd |
| 2003 | BAFTA Awards                     | Beste camerawerk                        | Michael Ballhaus                                                 | Genomineerd |
| 2003 | BAFTA Awards                     | Beste montage                           | Thelma Schoonmaker                                               | Genomineerd |
| 2003 | BAFTA Awards                     | Beste muziek                            | Howard Shore                                                     | Genomineerd |
| 2003 | BAFTA Awards                     | Beste production design                 | Dante Ferretti                                                   | Genomineerd |
| 2003 | BAFTA Awards                     | Beste kostuumontwerp                    | Sandy Powell                                                     | Genomineerd |
| 2003 | BAFTA Awards                     | Beste geluid                            | Tom Fleischman, Eugene Gearty, Ivan Sharrock, Philip Stockton    | Genomineerd |
| 2003 | BAFTA Awards                     | Beste visuele effecten                  | R. Bruce Steinheimer, Michael Owens, Edward Hirsh, Jon Alexander | Genomineerd |
| 2003 | BAFTA Awards                     | Beste grime en haarstijl                | Manlio Rocchetti, Aldo Signoretti                                | Genomineerd |
| 2003 | Screen Actors Guild Awards       | Beste mannelijke acteur in een hoofdrol | Daniel Day-Lewis                                                 | Gewonnen    |
| 2003 | AFI Award                        | Film van het jaar                       | Film van het jaar                                                | Gewonnen    |
| 2003 | Directors Guild of America Award | Beste regisseur                         | Martin Scorsese                                                  | Genomineerd |
| 2003 | Producers Guild of America Award | Beste producent                         | Alberto Grimaldi, Harvey Weinstein                               | Genomineerd |
| 2003 | Writers Guild of America Award   | Beste originele scenario                | Jay Cocks, Steven Zaillian, Kenneth Lonergan                     | Genomineerd |
| 2003 | Satellite Awards                 | Beste acteur in een hoofdrol            | Daniel Day-Lewis                                                 | Gewonnen    |
| 2003 | Satellite Awards                 | Beste camerawerk                        | Michael Ballhaus                                                 | Genomineerd |
| 2003 | Satellite Awards                 | Beste montage                           | Thelma Schoonmaker                                               | Gewonnen    |
| 2003 | Satellite Awards                 | Beste art direction                     | Dante Ferretti                                                   | Gewonnen    |
| 2003 | Satellite Awards                 | Beste kostuumontwerpt                   | Sandy Powell                                                     | Genomineerd |
| 2003 | Satellite Awards                 | Beste geluid                            | Philip Stockton                                                  | Genomineerd |
| 2003 | Satellite Awards                 | Beste visuele effecten                  | R. Bruce Steinheimer, Michael Owens, Edward Hirsh, Jon Alexander | Genomineerd |
| 2004 | César                            | Beste buitenlandse film                 | Martin Scorsese                                                  | Genomineerd |
| 2004 | Grammy Award                     | Beste compilatiesoundtrack              | Beste compilatiesoundtrack                                       | Genomineerd |
| 2004 | Grammy Award                     | Beste originele nummer                  | U2 ("The Hands That Built America")                              | Genomineerd |